# Ashley Cole
Ashley Donovan Cole (Londres, Inglaterra, 20 de diciembre de 1980) es un exfutbolista inglés que jugaba de defensa.
Cole es considerado por muchos críticos y por futbolistas profesionales como uno de los mejores defensores de su  generación y por algunos, durante la mejor parte de su carrera, como el mejor lateral izquierdo del mundo. Nacido en el distrito de Stepney en Londres, Cole comenzó su carrera juvenil en el Arsenal FC e hizo su debut para el club en noviembre de 1999, llegando a acumular un total de 228 apariciones, en las cuales marcó 9 goles. Con el Arsenal FC ganó dos títulos de Premier League y tres FA Cups y fue miembro integral del equipo de "Los Invencibles" durante la temporada 2003-04, el cual se mantuvo invicto durante el transcurso de ésta. Cole también hizo su aparición en la primera final de Liga de Campeones del Arsenal FC en 2006, aunque el club fue derrotado 2-1 por el FC Barcelona. 
En agosto de 2006 y luego de una prolongada saga de transferencias, Cole completó su fichaje por el equipo rival del Chelsea FC, con el cual ganó varios títulos, incluyendo la Premier League de la temporada 2009-10, cuatro FA Cups, una Copa de la Liga, una Liga de Campeones de la UEFA y una Liga Europa de la UEFA. Con siete títulos, Cole ha ganado más FA Cups que cualquier otro jugador en la historia, y es uno de los dos jugadores que han ganado el doblete con dos clubes diferentes. El otro es Nicolas Anelka.
Cole ha jugado para la selección de Inglaterra desde 2001 y jugó las Copas Mundiales de 2002, 2006 y 2010, así como la Eurocopa 2004 y la Eurocopa 2012. Ha sido elegido como el Futbolista del Año en Inglaterra en 2010. En febrero de 2013, Cole obtuvo 100 convocatorias, convirtiéndolo en el lateral y en el jugador de color con más llamados a la selección.
Cole se casó con la cantante Cheryl Tweedy en julio de 2006. Se separaron en febrero de 2010 y el divorcio se consumó hasta septiembre del mismo año.

## Infancia
El padre de Cole, Ron Callender, es de Barbados. Él dejó a su familia luego de siete años de matrimonio y luego se mudó a Australia. Cole y su hermano menor Matthew fueron criados por su madre Sue Cole y asistieron al Colegio Bow en Tower Hamlets. Cole también es pariente lejano de la cantante estadounidense Mariah Carey.

## Trayectoria

### Inicios
Ashley Cole comenzó su carrera en las filas del Derby County, donde destacó con grandeza y su protagonismo en el equipo despertó el interés de los grandes equipos de Europa hasta fichar por el Arsenal FC.

### Arsenal
Cole continuó su carrera uniéndose al equipo local, el Arsenal FC, al cual ha apoyado desde niño. A la edad de 19 años, el 30 de noviembre de 1999, hizo su debut con el primer equipo en la Copa de la Liga frente al Middlesbrough FC. Arsenal perdió por 3-1 en penales luego de que el partido terminó en un empate a 2-2 al final del tiempo extra. A principios de 2000, Cole firmó su primer contrato profesional. Su debut en la Premier League fue el 14 de mayo de 2000 contra el Newcastle United. Antes de establecerse por completo en el equipo del Arsenal, Cole pasó parte de la temporada 1999-2000 cedido en el Crystal Palace, en donde jugó 14 partidos de liga y marcó un gol, una volea de larga distancia frente al Blackburn Rovers. Cole tuvo un golpe de suerte luego de que Sylvinho, el lateral izquierdo titular del equipo en ese entonces, se lesionara en el otoño de la temporada 2000-01, lo cual le dio la oportunidad a Cole de establecerse en el primer equipo. Luego de que Sylvinho se recuperara, Cole se mantuvo como titular en su posición.
Con el Arsenal, ganó la Premier League en dos ocasiones (en 2002 y 2004) y la FA Cup en tres ocasiones (en 2002, 2003 y 2005, marcando en la tanda de penales en este último). Aunque estuvo lesionado la mayor parte de la temporada 2005-06, se recuperó a tiempo para jugar en la derrota del Arsenal en la final de Liga de Campeones contra el FC Barcelona al final de la temporada. En total, Cole jugó 228 partidos con el primer equipo del Arsenal, marcando 9 goles.
Cole estuvo en buena forma durante la temporada 2004-05. Era el lateral izquierdo regular para la selección de Inglaterra y para el Arsenal, a pesar de los reclamos de Gaël Clichy por un lugar en el primer equipo. Cole anotó su primer gol de la temporada en la séptima fecha cuando visitaron a un difícil Manchester City, en donde marcó el primer y único gol para darle al Arsenal una victoria importante. Anotó su segundo gol en la victoria de visitante por 3-1 contra el Aston Villa, marcando el tercer gol del Arsenal al minuto 28. Sin embargo, Cole se vería involucrado en una posible transferencia al Chelsea FC. Fue encontrado culpable de tener contacto con dicho equipo sobre un posible fichaje sin informárselo al Arsenal. Fue multado con 100 000 libras esterlinas por la Premier League el 2 de junio de 2005 por una reunión en un hotel en enero de ese año con su agente Jonathan Barnett, el entrenador del Chelsea José Mourinho y el jefe ejecutivo del Chelsea Peter Kenyon. Una apelación en agosto de 2005 no revirtió el veredicto, pero sí redujo la multa a 75 000 libras. Chelsea también fue multado con 300 000 libras y Mourinho fue multado con 200 000, aunque la apelación también redujo su multa a 75 000. La licencia de Barnett fue suspendida por 18 meses y también fue multado con 100 000 libras.
El 18 de julio de 2005, Cole firmó una extensión de contrato por un año con el Arsenal, pero un año después se iría del club bajo circunstancias sarcásticas. El 15 de julio de 2006, Cole lanzó un ataque verbal al Arsenal en su autobiografía, citada en el diario The Sun, en donde dijo que la junta directiva lo utilizaba como "chivo expiatorio" y que lo habían "lanzado a los tiburones" por el asunto de la reunión a espaldas del Arsenal. Por su parte, la junta directiva insistió en que estaban legalmente obligados a castigar a Cole por contactar ilegalmente al Chelsea. Cole no fue incluido deliberadamente en la foto del equipo para la temporada 2006-07, lo que incrementó la especulación de la prensa sobre su posible salida del club.
El 28 de julio de 2006, El vicepresidente del Arsenal, David Dein, confirmó que el Arsenal y el Chelsea habían tenido "pláticas civiles" sobre el jugador. Chelsea insistió en que no iban a subir la oferta de 16 millones de libras por Cole, pero el Arsenal se mantuvo firme con su precio de 25 millones. Las negociaciones continuaron durante agosto y parecía que se dirigían a un punto muerto, pero al final Cole firmó con el Chelsea el 31 de agosto por una cifra de 5 millones libras, con William Gallas siendo transferido del Chelsea al Arsenal como parte del trato. El acuerdo se cerró justo después de que la ventana de transferencias se cerrara de manera oficial y no fue confirmado sino hasta una hora y media después de la fecha límite.
El Arsenal le había ofrecido a Cole una extensión de contrato para que se quedara en el club, pero él había quedado "temblando de ira" cuando le ofrecieron un sueldo de solo 55 000 libras por semana, mientras que el Chelsea le estaba ofreciendo 90 000 a la semana. Su sueldo aumentó a 120 000 libras por semana cuando firmó un nuevo contrato en septiembre de 2009.

### Chelsea

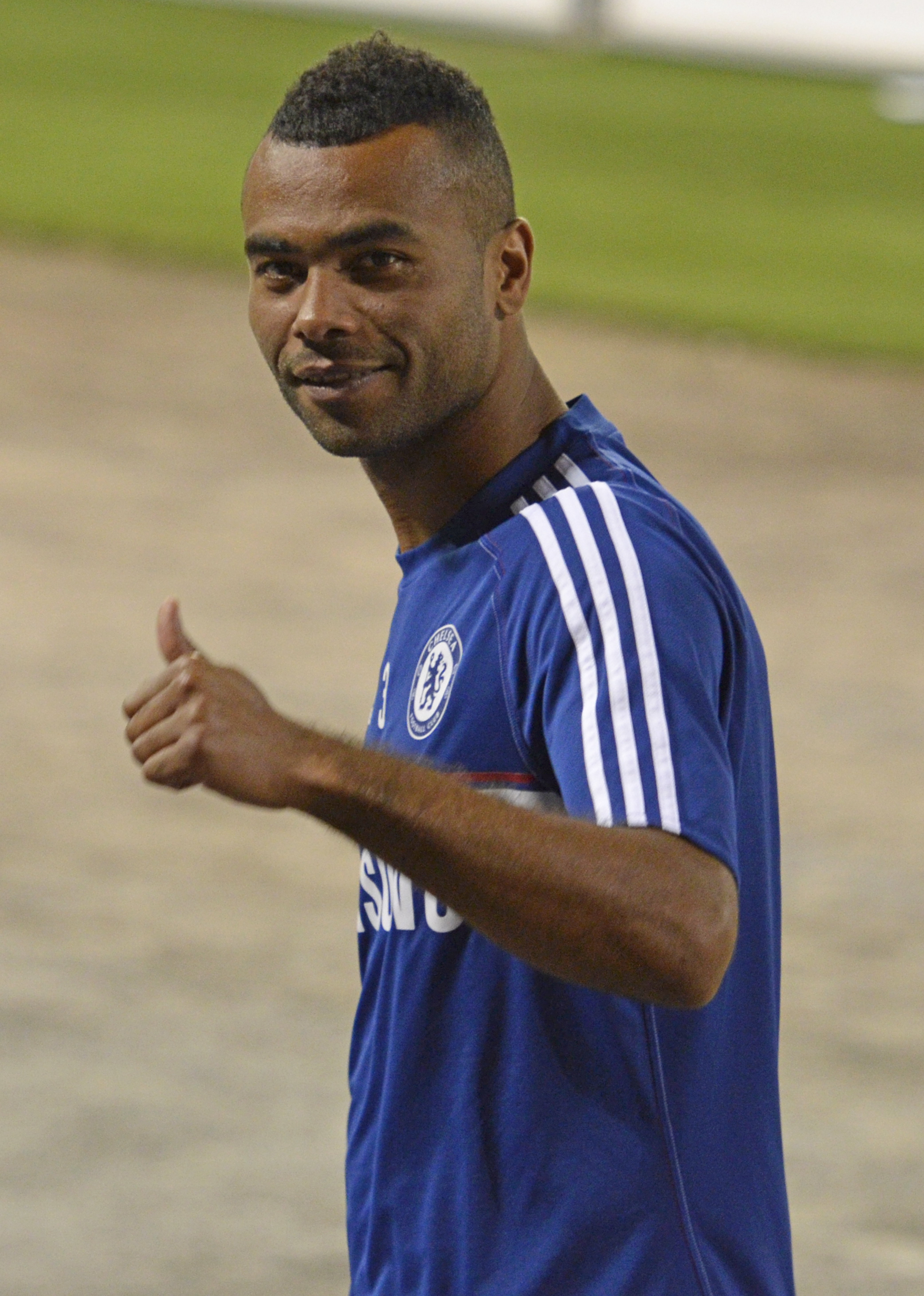
Cole dirigiéndose a los vestidores luego de un juego de pretemporada en Washington D. C. frente al AS Roma en agosto de 2013.

Cole recibió el dorsal 3 en el Chelsea e hizo su primera aparición con el club sustituyendo a Wayne Bridge en la victoria por 2-1 sobre el Charton Athletic el 9 de septiembre. Emitió una declaración pública sobre su transferencia diciendo que "perdonaba" al Arsenal por cómo sintió que fue tratado durante su tiempo ahí. Algunos aficionados del Arsenal ondearon billetes falsos de 20 libras con la cara del jugador en ellos cuando el Chelsea se enfrentó al Arsenal en Stamford Bridge el 12 de diciembre.
El 31 de enero de 2007, Cole sufrió una seria lesión de rodilla en la victoria por 3-0 sobre el Blackburn Rovers en un juego de Premier League en Stamford Bridge, aunque después de un escaneo se supo que la lesión no era tan grave como se pensó en un principio, con un Chelsea optimista que estaba seguro de que Cole regresaría antes del final de la temporada 2006-07. Cole si pudo regresar antes del final de la temporada, jugando los últimos 12 minutos de la final de la FA Cup de 2007 en el Nuevo Estadio de Wembley contra el Manchester United. Chelsea salió victorioso por 1-0 luego del tiempo extra con un gol de Didier Drogba, ganando la FA Cup.

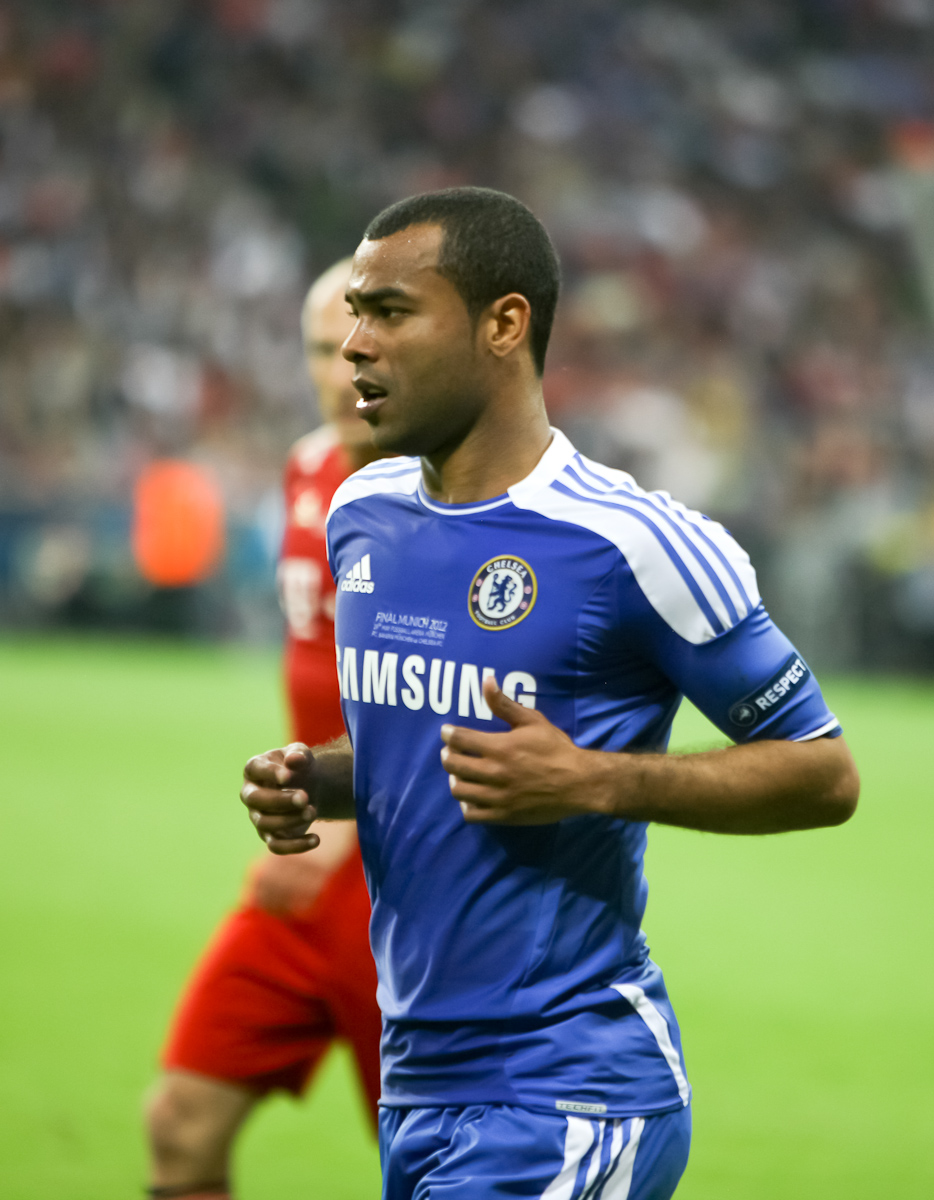
Cole jugando para el Chelsea durante la final de la Liga de Campeones de 2012.

Cole fue supuestamente uno de los jugadores afectados luego de que José Mourinho fuera sacado de su puesto como entrenador del Chelsea. Cole fue mandado a la banca en favor de Wayne Bridge en la final de la Copa de la Liga de 2008, en la cual el Chelsea fue derrotado por 2-1 por el Tottenham Hotspur. Sin embargo, Cole marcó su primer gol para el Chelsea en el siguiente partido, el cual fue el 1 de marzo de ese mismo año, siendo el cuatro gol en la victoria por 4-0 sobre el West Ham United. El 19 de marzo de 2008, Cole estuvo involucrado en un controversial incidente en un juego de Premier League contra el Tottenham en White Hart Lane en donde hizo un tackleo al jugador del Tottenham Alan Hutton. El árbitro Mike Riley le mostró a Cole la tarjeta amarilla, una decisión que fue considerada como bastante indulgente por algunos analistas. Cole también "le mostró la espalda al árbitro" y el incidente despertó el debate en la prensa sobre las reglas del juego involucrando árbitros.
En el último partido del Chelsea en la temporada 2008-09 contra el Sunderland AFC en el Stadium of Light, Cole marcó su segundo gol para el Chelsea en la victoria de los Blues por 3-2. La siguiente temporada, luego de los primeros seis juegos del Chelsea en la liga, Cole marcó su tercero, cuatro y quinto gol para el club en juegos en casa frente al Burnley FC, el Tottenham Hotspur y el Sunderland AFC respectivamente. El 2 de septiembre de 2009, firmó un nuevo contrato de 4 años, el cual lo mantendría en el Chelsea hasta 2013.
El 10 de febrero de 2010, sufrió una fractura en el tobillo izquierdo en la derrota por 2-1 frente al Everton FC, la cual lo mantuvo fuera de acción durante tres meses. Al final, Cole hizo su regreso frente al Stoke City, partido que el Chelsea ganó por 7-0. Cole marcó un gol al Wigan Athletic en el último partido de Premier League, en donde el Chelsea ganó por 8-0 y consiguió el campeonato.
Cole fue titular en los 38 partidos de la temporada 2010-11 y fue galardonado con el premio al Jugador de Jugadores por segunda ocasión.
En la temporada 2011-12, durante el partido de ida de las semifinales de la Liga de Campeones contra el FC Barcelona, Cole fue primordial en la victoria del Chelsea por 1-0, en donde Cole despejó el balón de la línea de gol y así le negó el gol de visitante al Barcelona. Cole también recibió halagos por su desempeño en la final de la Liga de Campeones frente al Bayern de Múnich el 19 de mayo de 2012, tanto por su desempeño en la defensa y por haber marcado un penal importante durante la tanda de penales.
Cole marcó su primer gol en dos años contra el Stoke City el 22 de septiembre de 2012, el cual terminó siendo el gol que les dio la victoria. El 1 de diciembre de 2012, Cole jugó su partido #350 en la Premier League, cuando el Chelsea fue vencido por el West Ham United por 3-1.
El 22 de enero de 2013, luego de varias especulaciones, Cole firmó una extensión de contrato por un año con el Chelsea. Cole fue nuevamente vital al ayudar al club a conseguir el título de la Liga Europea, habiendo regresado al equipo luego de perderse el partido de vuelta de las semifinales frente al FC Basel de Suiza por acumulación de tarjetas. Cole ayudó a su equipo a llevarse la victoria por 2-1 sobre el SL Benfica el 15 de mayo.
Al finalizar la temporada 2013-14, Ashley Cole no renovó su contrato con el Chelsea FC.

### Experiencias en Italia y Estados Unidos
El 7 de julio de 2014, Ashley Cole firmó por dos años con la AS Roma. El 14 de agosto de 2015 quedó libre después de rescindir su contrato.
Después de su paso por Italia, sin mucho éxito, y sin jugar desde agosto de 2015, el famoso defensor inglés, aceptó la oferta de los LA Galaxy para la temporada 2016, así el jugador cumplía una de sus metas de jugar en la MLS.[cita requerida]

### Regreso a Inglaterra y retirada
Tras finalizar contrato con LA Galaxy al término del año 2018, el 21 de enero de 2019 firmó hasta final de temporada con el Derby County. Dejó el club al término de la temporada.
El 18 de agosto de 2019 anunció su retirada como futbolista profesional.
En 2022 se unió al cuerpo técnico de Frank Lampard en el Everton F. C.

## Selección nacional

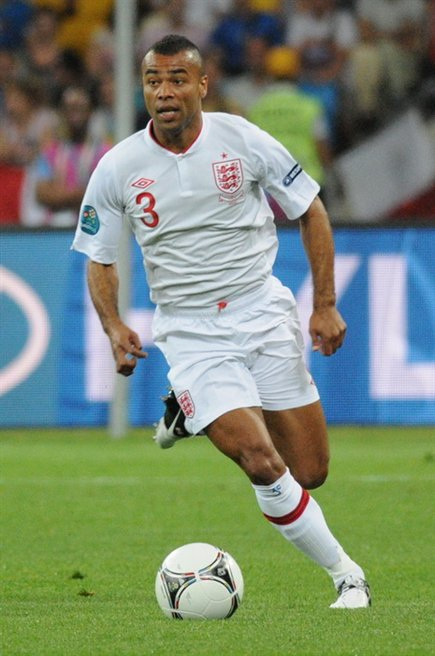
Ashley Cole jugando para la durante la Eurocopa 2012.

Cole ha jugado para la selección de Inglaterra a nivel juvenil y absoluto. Cole fue llamado a la selección sub-20 para jugar la Copa Mundial de Fútbol Juvenil de 1999, compartiendo vestuario con jugadores como Stuart Taylor, Peter Crouch, Andrew Johnson y Matthew Etherington. Sin embargo, el equipo terminó en el último lugar de su grupo, sufriendo tres derrotas y sin haber marcado un solo gol. Cole también hizo cuatro apariciones para la selección sub-21, marcando en una ocasión. 
Después de jugar sólo cuatro partidos para la selección sub-21, Ashley fue rápidamente convocado para la absoluta y el entrenador Sven-Göran Eriksson le permitió debutar con Inglaterra en un partido frente a la selección de Albania, el 28 de marzo de 2001. Cole ha jugado para Inglaterra en la Copa Mundial de Fútbol de 2002 y en la Eurocopa 2004, en donde fue incluido en el equipo del torneo al igual que otros tres futbolistas ingleses. También ha jugado en la Eurocopa 2012. 
Cole también estuvo presente en la Copa Mundial de Fútbol de 2006. En el segundo partido del grupo frente a Ecuador, Cole hizo una intervención crucial, al desviar el disparo de Carlos Tenorio al travesaño. El partido terminó en una victoria para Inglaterra por 1-0, aunque después serían eliminados en la tanda de penaltis por Portugal en los cuartos de final. A finales de 2008, Cole logró acumular 68 apariciones con Inglaterra, siendo todas como titular.
Cole jugó su partido #79 para Inglaterra el 12 de junio de 2010 en el empate a 1-1 contra Estados Unidos en un partido de la fase de grupos de la Copa Mundial de Fútbol de 2010. Cole logró superar el récord de 79 partidos disputados por un jugador de color (John Barnes, quien jugó para Inglaterra entre 1983 y 1995) cuando se enfrentó a Argelia en el mismo torneo. Cole ha jugado más partidos internacionales sin marcar un gol que cualquier otro jugador den la historia de la selección inglesa. Cole jugó su partido #86 contra Montenegro en octubre de 2010 y es junto a Kenny Sansom el lateral que más veces ha jugado para la selección de Inglaterra en la historia, un logro que le ayudó a conseguir el premio al Jugador del Año de la Selección de Inglaterra en 2010, siendo elegido por los aficionados mediante votación. El 6 de febrero de 2013, Cole jugó su partido #100 para Inglaterra, cuando ésta derrotó a Brasil por 2-1 en Wembley.
El 12 de mayo se dio a conocer la lista de 23 jugadores que van a disputar la Copa Mundial de Fútbol de 2014 y al no ser convocado por Roy Hodgson decidió retirarse de la selección inglesa.

### Participaciones en Copas del Mundo
| Mundial                        | Sede                  | Resultado        |
| ------------------------------ | --------------------- | ---------------- |
| Copa Mundial de Fútbol de 2002 | Corea del Sur y Japón | Cuartos de final |
| Copa Mundial de Fútbol de 2006 | Alemania              | Cuartos de final |
| Copa Mundial de Fútbol de 2010 | Sudáfrica             | Octavos de final |

### Participaciones en Eurocopas
| Eurocopa      | Sede              | Resultado        |
| ------------- | ----------------- | ---------------- |
| Eurocopa 2004 | Portugal          | Cuartos de final |
| Eurocopa 2012 | Polonia y Ucrania | Cuartos de final |

## Estilo de juego
El juego de Cole incorpora un enfoque ofensivo, el cual ayuda al juego ofensivo de su equipo. Como juvenil, a él "siempre le gustaba marcar goles y atacar", pero creció amando el rol de defender, ya que siendo lateral izquierdo era la única oportunidad de abrirse camino hacia el primer equipo. Antes de ser incluido en el primer equipo del Arsenal, Cole estudió la conducta de su compañero Nigel Winterburn para mejorar su juego. Winterburn también le ofreció consejos para que mejorara su posicionamiento en el campo. Cole diseñó su juego para que fuera similar al del brasileño Roberto Carlos: "él tiene un talento natural, pero creo que si entrenas lo suficientemente duro puedes ser casi tan bueno como él". Brady describió a Cole como un jugador con "gran carácter y determinación" y su excompañero del Arsenal Sylvinho notó que una de las cualidades de Cole era que es competente: "Ashley no necesita que la gente le diga 'haz esto' o 've para allá'. Él sabe, él sabe." El rápido progreso de Cole en su temporada debut con el Arsenal "sorprendió" al entrenador Arsène Wenger y lo persuadió para elegir a Cole en la alineación titular. Sylvinho, quien fue desplazado, comentó que la confianza de Wenger en Cole lo ayudó a desarrollarse como jugador: "él habló con Cole y le dijo: 'Después de Sylvinho, puedes jugar como lateral izquierdo. Eres uno de los mejores laterales izquierdos que hay en el club y un día serás uno de los mejores del mundo.'" El entendimiento de Cole con sus compañeros Robert Pirès y Thierry Henry en una formación 4-4-2 lo hizo un "un lateral o un extremo en una defensa de cuatro jugadores", ya que el juego del Arsenal hacía énfasis en el fútbol ofensivo. Bajo las órdenes de José Mourinho en el Chelsea, los atributos ofensivos de Cole fueron frenados, lo que significaba que Cole ahora se concentraría más en defender y marcar. Esto fue una "parte de su juego" que Cole mejoró significativamente de acuerdo a Winterburn, dado el hecho de que Cole había sido criticado en el pasado por haber sido sorprendido fuera de su posición. La llegada de Luiz Felipe Scolari le devolvió la oportunidad de atacar en el campo del adversario. El entrenador Martin O'Neill creyó que la liberación de Cole fue una señal de que estaba "de regreso jugando a su mejor nivel".
Cole ha sido reconocido por hacer despejes del balón en la línea de gol y por "cortar el peligro". En un partido de liga frente al Tottenham en diciembre de 2002, hizo dos despejes notables, los cuales demostraron que su juego defensivo había mejorado. También hizo dos despejes en la línea de gol durante la campaña 2011-12 del Chelsea en la Liga de Campeones. El primero fue contra el SSC Napoli, cuando fueron derrotados por 3-1 en el partido de ida de octavos de final, y el segundo en la victoria por 1-0 en el partido de ida de las semifinales contra el Barcelona. Ambos fueron vitales ya que el Chelsea logró superar ambas rondas con un margen de un gol de diferencia en el marcador global y así llevarse el trofeo. Se ha dicho que Cole tiene un "carácter temperamental" y ha sido descrito como un "jugador sucio", algo que él mismo y sus anteriores entrenadores han negado fuertemente.

## Estadísticas

### Clubes
| Crystal Palace F. C. Inglaterra | 1999-00       | 14  | 1  | 0  | 0 | 0   | 0 | 14  | 1  |
| Crystal Palace F. C. Inglaterra | Total club    | 14  | 1  | 0  | 0 | 0   | 0 | 14  | 1  |
| Arsenal F. C. Inglaterra | 1999-00       | 1   | 0  | 1  | 0 | 0   | 0 | 2   | 0  |
| Arsenal F. C. Inglaterra | 2000-01       | 17  | 3  | 7  | 0 | 9   | 0 | 33  | 3  |
| Arsenal F. C. Inglaterra | 2001-02       | 29  | 2  | 4  | 0 | 7   | 0 | 40  | 2  |
| Arsenal F. C. Inglaterra | 2002-03       | 31  | 1  | 3  | 0 | 10  | 0 | 41  | 1  |
| Arsenal F. C. Inglaterra | 2003-04       | 32  | 0  | 5  | 0 | 10  | 1 | 47  | 1  |
| Arsenal F. C. Inglaterra | 2004-05       | 35  | 2  | 3  | 0 | 9   | 0 | 47  | 2  |
| Arsenal F. C. Inglaterra | 2005-06       | 11  | 0  | 0  | 0 | 4   | 0 | 15  | 0  |
| Arsenal F. C. Inglaterra | Total club    | 156 | 8  | 23 | 0 | 49  | 1 | 228 | 9  |
| Chelsea F. C. Inglaterra | 2006-07       | 23  | 0  | 8  | 0 | 9   | 0 | 40  | 0  |
| Chelsea F. C. Inglaterra | 2007-08       | 27  | 1  | 3  | 0 | 11  | 0 | 41  | 1  |
| Chelsea F. C. Inglaterra | 2008-09       | 34  | 1  | 7  | 0 | 8   | 0 | 49  | 1  |
| Chelsea F. C. Inglaterra | 2009-10       | 27  | 4  | 3  | 0 | 5   | 0 | 35  | 4  |
| Chelsea F. C. Inglaterra | 2010-11       | 38  | 0  | 2  | 0 | 8   | 0 | 48  | 0  |
| Chelsea F. C. Inglaterra | 2011-12       | 32  | 0  | 4  | 0 | 12  | 0 | 48  | 0  |
| Chelsea F. C. Inglaterra | 2012-13       | 31  | 1  | 8  | 0 | 12  | 0 | 51  | 1  |
| Chelsea F. C. Inglaterra | 2013-14       | 17  | 0  | 3  | 0 | 6   | 0 | 26  | 0  |
| Chelsea F. C. Inglaterra | Total club    | 229 | 7  | 38 | 0 | 71  | 0 | 338 | 7  |
| A. S. Roma · Italia | 2014-15       | 11  | 0  | 2  | 0 | 3   | 0 | 16  | 0  |
| A. S. Roma · Italia | 2015-16       | 0   | 0  | 0  | 0 | 0   | 0 | 0   | 0  |
| A. S. Roma · Italia | Total club    | 11  | 0  | 2  | 0 | 3   | 0 | 16  | 0  |
| Los Angeles Galaxy Estados Unidos | 2016          | 29  | 1  | 2  | 0 | 1   | 0 | 32  | 1  |
| Los Angeles Galaxy Estados Unidos | 2017          | 29  | 1  | 1  | 0 | 0   | 0 | 30  | 1  |
| Los Angeles Galaxy Estados Unidos | 2018          | 31  | 1  | 1  | 0 | 0   | 0 | 32  | 1  |
| Los Angeles Galaxy Estados Unidos | Total club    | 89  | 3  | 4  | 0 | 1   | 0 | 94  | 3  |
| Derby County F. C. Inglaterra | 2018-19       | 11  | 0  | 1  | 1 | 0   | 0 | 12  | 1  |
| Derby County F. C. Inglaterra | Total club    | 11  | 0  | 1  | 1 | 0   | 0 | 12  | 1  |
| Total carrera | Total carrera | 510 | 19 | 68 | 1 | 124 | 1 | 702 | 21 |
| (1) Incluye datos de FA Cup, Copa de la Liga, Community Shield, Copa de Italia y Lamar Hunt U.S. Open Cup. (2) Incluye datos de Liga de Campeones de la UEFA, Liga Europa de la UEFA, Copa Mundial de Clubes de la FIFA y Supercopa de Europa. |               |     |    |    |   |     |   |     |    |

### Selección nacional
- Actualizado el 5 de marzo de 2014:[72]

| Selección de Inglaterra | Selección de Inglaterra | Selección de Inglaterra |
| Año                     | Partidos                | Goles                   |
| ----------------------- | ----------------------- | ----------------------- |
| 2001                    | 7                       | 0                       |
| 2002                    | 9                       | 0                       |
| 2003                    | 7                       | 0                       |
| 2004                    | 13                      | 0                       |
| 2005                    | 8                       | 0                       |
| 2006                    | 13                      | 0                       |
| 2007                    | 4                       | 0                       |
| 2008                    | 7                       | 0                       |
| 2009                    | 9                       | 0                       |
| 2010                    | 9                       | 0                       |
| 2011                    | 7                       | 0                       |
| 2012                    | 6                       | 0                       |
| 2013                    | 7                       | 0                       |
| 2014                    | 1                       | 0                       |
| Total                   | 107                     | 0                       |

## Palmarés

### Campeonatos nacionales
| Título           | Club          | País       | Año  |
| ---------------- | ------------- | ---------- | ---- |
| Premier League   | Arsenal F. C. | Inglaterra | 2002 |
| FA Cup           | Arsenal F. C. | Inglaterra | 2002 |
| Community Shield | Arsenal F. C. | Inglaterra | 2002 |
| FA Cup           | Arsenal F. C. | Inglaterra | 2003 |
| Premier League   | Arsenal F. C. | Inglaterra | 2004 |
| Community Shield | Arsenal F. C. | Inglaterra | 2004 |
| FA Cup           | Arsenal F. C. | Inglaterra | 2005 |
| Copa de la Liga  | Chelsea F. C. | Inglaterra | 2007 |
| FA Cup           | Chelsea F. C. | Inglaterra | 2007 |
| FA Cup           | Chelsea F. C. | Inglaterra | 2009 |
| Community Shield | Chelsea F. C. | Inglaterra | 2009 |
| Premier League   | Chelsea F. C. | Inglaterra | 2010 |
| FA Cup           | Chelsea F. C. | Inglaterra | 2010 |
| FA Cup           | Chelsea F. C. | Inglaterra | 2012 |

### Campeonatos internacionales
| Título                       | Club          | Sede         | Año  |
| ---------------------------- | ------------- | ------------ | ---- |
| Liga de Campeones de la UEFA | Chelsea F. C. | Alemania     | 2012 |
| Liga Europa de la UEFA       | Chelsea F. C. | Países Bajos | 2013 |

### Distinciones individuales
| Distinción                                      | Año  |
| ----------------------------------------------- | ---- |
| Incluido en el Equipo del Año de la PFA         | 2002 |
| Incluido en el Equipo del Año de la PFA         | 2004 |
| Incluido en el equipo del torneo de la Eurocopa | 2004 |
| Incluido en el Equipo del año UEFA              | 2004 |
| Incluido en el Equipo del Año de la PFA         | 2005 |
| Elegido Jugador de Jugadores del Chelsea F. C.  | 2009 |
| Incluido en el Equipo del año UEFA              | 2010 |
| Jugador del Año en la selección de Inglaterra   | 2010 |
| Incluido en el Equipo del Año de la PFA         | 2011 |
| Elegido Jugador de Jugadores del Chelsea F. C.  | 2011 |

## Vida privada
Cole comenzó una relación con la cantante de Girls Aloud, Cheryl Tweedy, en septiembre de 2004, cuando vivían en el mismo bloque de viviendas en Londres. Se casaron el 15 de julio de 2006 en Wrotham Park, Hertfordshire. En enero de 2008, la pareja casi se separa luego de alegaciones de que Cole tenía relaciones con otras tres mujeres. Él, sin embargo, desmintió dichas alegaciones y la pareja permaneció junta. Se anunció el 23 de febrero de 2010 que la pareja finalmente se separó luego de cuatro nuevas alegaciones de adulterio. Tres meses después, se anunció que Cheryl firmaría el divorcio. La pareja oficialmente se divorció el 3 de septiembre de 2010.
En 2006, Cole demandó a los periódicos News of the World y a The Sun por difamación luego de publicar información acerca de que Cole había participado en una orgía homosexual. Ambos periódicos se retractaron. Ese mismo año, Cole publicó su autobiografía, titulada My Defence, la cual vendió 4000 copias seis semanas después de ser publicada. El excompañero de Cole, Jens Lehmann, criticó a Cole por publicar una autobiografía a sus 25 años de edad.
Cole ha tenido un par de roces con la policía. El 4 de marzo de 2009, fue detenido luego de insultar a un oficial de policía a las afueras de un club nocturno en South Kensington. Fue llevado a la estación de policía y multado con 80 libras antes de ser liberado. El 4 de enero de 2010, Cole fue condenado por exceso de velocidad, el cual sucedió el 17 de noviembre de 2009. Fue sorprendido excediendo el límite de velocidad al conducir a 104 millas por hora en una zona de 50 millas por hora en la autopista A3 en Kingston upon Thames, un tramo residencial. Su defensa en la Corte Magistral de Kingston argumentó sin éxito que el radar de control de velocidad que usaron los oficiales estaba defectuoso. Cole también dijo que sus acciones eran excusables porque él estaba tratando de evadir a los paparazzis. El 29 de enero, Cole fue multado con 1000 libras y se le prohibió conducir durante cuatro meses.
El 27 de febrero de 2011, Cole disparó accidentalmente a un estudiante de 21 años con un arma de aire comprimido de calibre .22 en el Centro de Entrenamiento del Chelsea. Cole le disparó a Tom Cowan, un estudiante de ciencias del deporte, a sólo 1 metro y medio de distancia, aparentemente sin saber que el arma estaba cargada. Cole se disculpó formalmente con Cowan y discutió el incidente con los oficiales del Chelsea.